# Philophylla atrata
Philophylla atrata är en tvåvingeart som först beskrevs av Munro 1938.  Philophylla atrata ingår i släktet Philophylla och familjen borrflugor.
Artens utbredningsområde är Kongo. Inga underarter finns listade i Catalogue of Life.